# Iglica (biljni rod)
Iglica (ždralica, iglica pastirska, kljun štroka, kljun leleka, žeravski vrat, lat. Geranium), biljni rod iz porodice iglicovki kojemu pripada preko 300 vrsta jednogodišnjeg raslinja i trajnica.
U Hrvatskoj postoji dvadesetak vrsta, među kojima i endem dalmatinska iglica, a tu su još i golublja iglica (G. columbinum), sjajna iglica (G. lucidum) i druge.

## Vrste
1. Geranium aequale (Bab.) Aedo
2. Geranium affine Ledeb.
3. Geranium albanum M.Bieb.
4. Geranium albicans A.St.-Hil.
5. Geranium albiflorum Ledeb.
6. Geranium alboroseum Bomble
7. Geranium alonsoi Aedo
8. Geranium alpicola Loes.
9. Geranium amatolicum Hilliard & B.L.Burtt
10. Geranium andicola Loes.
11. Geranium andringitrense H.Perrier
12. Geranium angustipetalum Hilliard & B.L.Burtt
13. Geranium antisanae R.Knuth
14. Geranium antrorsum Carolin
15. Geranium arabicum Forssk.
16. Geranium arachnoideum A.St.-Hil.
17. Geranium arboreum A.Gray
18. Geranium ardjunense Zoll. & Moritzi
19. Geranium argenteum L.
20. Geranium aristatum Freyn & Sint.
21. Geranium arnottianum Steud.
22. Geranium asiaticum Serg.
23. Geranium asphodeloides Burm.f.
24. Geranium atlanticum Boiss.
25. Geranium ayacuchense R.Knuth
26. Geranium ayavacense Willd. ex Kunth
27. Geranium azorelloides Sandwith
28. Geranium balgooyi Veldkamp
29. Geranium baschkyzylsaicum Nabiev
30. Geranium baurianum R.Knuth
31. Geranium bellum Rose
32. Geranium bequaertii De Wild.
33. Geranium berteroanum Colla
34. Geranium bicknellii Britton
35. Geranium biuncinatum Kokwaro
36. Geranium bockii R.Knuth
37. Geranium bohemicum L., česka iglica
38. Geranium brasiliense Progel
39. Geranium brevicaule Hook.
40. Geranium brevipes Hutch. & Dalziel
41. Geranium brutium Gasp.
42. Geranium brycei N.E.Br.
43. Geranium butuoense Z.M.Tan
44. Geranium caeruleatum Schur
45. Geranium caespitosum E.James
46. Geranium caffrum Eckl. & Zeyh.
47. Geranium californicum G.N.Jones & F.F.Jones
48. Geranium campanulatum Paray
49. Geranium campii H.E.Moore
50. Geranium canescens L'Hér.
51. Geranium canopurpureum P.F.Yeo
52. Geranium carolinianum L.
53. Geranium castroviejoi Aedo
54. Geranium cataractarum Coss.
55. Geranium cazorlense Heywood
56. Geranium charucanum Standl.
57. Geranium chilloense Willd. ex Kunth
58. Geranium christensenianum Hand.-Mazz.
59. Geranium cinereum Cav.
60. Geranium clarkei P.F.Yeo
61. Geranium clemensiae R.Knuth
62. Geranium collinum Stephan ex Willd.
63. Geranium columbinum L., golubinja noga, golublja iglica
64. Geranium comarapense R.Knuth
65. Geranium contortum Eckl. & Zeyh.
66. Geranium core-core Steud.
67. Geranium costaricense H.E.Moore
68. Geranium crassipes Hook. ex A.Gray
69. Geranium crenatifolium H.E.Moore
70. Geranium crenophilum Boiss.
71. Geranium cruceroense R.Knuth
72. Geranium cuneatum Hook.
73. Geranium dahuricum DC.
74. Geranium dalmaticum (Beck) Rech.f., dalmatinska iglica
75. Geranium delavayi Franch.
76. Geranium deltoideum Rydb.
77. Geranium diffusum Kunth
78. Geranium digitatum R.Knuth
79. Geranium discolor Hilliard & B.L.Burtt
80. Geranium dissectum L., rascjepkana iglica
81. Geranium divaricatum Ehrh., raskrečena iglica
82. Geranium dodecatheoides P.J.Alexander & Aedo
83. Geranium dolomiticum Rothm.
84. Geranium donianum Sweet
85. Geranium drakensbergense Hilliard & B.L.Burtt
86. Geranium dregei Hilliard & B.L.Burtt
87. Geranium duclouxii P.F.Yeo
88. Geranium durangense H.E.Moore
89. Geranium ecuadoriense Hieron.
90. Geranium editum Veldkamp
91. Geranium elamellatum Kokwaro
92. Geranium endressii J.Gay
93. Geranium erianthum DC.
94. Geranium exallum H.E.Moore
95. Geranium exellii J.R.Laundon
96. Geranium fallax Steud.
97. Geranium fargesii P.F.Yeo
98. Geranium farreri Stapf
99. Geranium favosum Hochst. ex A.Rich.
100. Geranium finitimum Woronow
101. Geranium flanaganii Schltr. ex R.Knuth
102. Geranium foreroi Aedo
103. Geranium franchetii R.Knuth
104. Geranium frigidurbis Moerman
105. Geranium gentryi H.E.Moore
106. Geranium glaberrimum Boiss. & Heldr.
107. Geranium glanduligerum R.Knuth
108. Geranium goldmanii Rose ex Hanks & Small
109. Geranium gracile Ledeb. ex Nordm.
110. Geranium grande (Carolin) Aedo
111. Geranium grandistipulatum Hilliard & B.L.Burtt
112. Geranium gymnocaulon DC.
113. Geranium hanaense A.C.Medeiros & H.St.John
114. Geranium harveyi Briq.
115. Geranium hayatanum Ohwi
116. Geranium henryi R.Knuth
117. Geranium hernandesii Moc. & Sessé ex DC.
118. Geranium hillebrandii Aedo & Muñoz Garm.
119. Geranium himalayense Klotzsch
120. Geranium hintonii H.E.Moore
121. Geranium hispidissimum (Franch.) R.Knuth
122. Geranium holosericeum Willd. ex Spreng.
123. Geranium homeanum Turcz.
124. Geranium humboldtii Spreng.
125. Geranium hyperacrion Veldkamp
126. Geranium hystricinum H.E.Moore
127. Geranium ibericum Cav.
128. Geranium igoschinae Troschkina
129. Geranium incanum Burm.f.
130. Geranium jaekelae J.F.Macbr.
131. Geranium jahnii Standl.
132. Geranium jaramilloi Aedo
133. Geranium kalenderianum Ilçim & Behçet
134. Geranium kashmirianum B.L.Sapru & S.K.Raina
135. Geranium kauaiense (Rock) H.St.John
136. Geranium kikianum Kit Tan & Vold
137. Geranium kilimandscharicum Engl.
138. Geranium killipii R.Knuth
139. Geranium kishtvariense R.Knuth
140. Geranium knuthii Nakai
141. Geranium koreanum Kom.
142. Geranium kotschyi Boiss.
143. Geranium krameri Franch. & Sav.
144. Geranium krylovii Tzvelev
145. Geranium kurdicum Bornm.
146. Geranium laetum Ledeb.
147. Geranium lainzii Aedo
148. Geranium lambertii Sweet
149. Geranium lanuginosum Lam.
150. Geranium lasiocaulon Nakai
151. Geranium lasiopus Boiss. & Heldr.
152. Geranium latilobum H.E.Moore
153. Geranium latum Small
154. Geranium laxicaule R.Knuth
155. Geranium lazicum (Woronow) Aedo
156. Geranium lechleri R.Knuth
157. Geranium lentum Wooton & Standl.
158. Geranium leptodactylon Veldkamp
159. Geranium leucanthum Griseb.
160. Geranium libani P.H.Davis
161. Geranium libanoticum Schenk
162. Geranium lignosum R.Knuth
163. Geranium lilacinum R.Knuth
164. Geranium limae R.Knuth
165. Geranium lindenianum Turcz.
166. Geranium linearilobum DC.
167. Geranium loxense Halfd.-Niels.
168. Geranium lozanoi Rose
169. Geranium lucidum L., sjajna iglica
170. Geranium macbridei Aedo
171. Geranium macrorrhizum L., stjenarska iglica, velika iglica
172. Geranium macrostylum Boiss.
173. Geranium maculatum L.
174. Geranium maderense Yeo
175. Geranium madrense Rose
176. Geranium magellanicum Hook.f.
177. Geranium magniflorum R.Knuth
178. Geranium makmelicum Aedo
179. Geranium malviflorum Boiss. & Reut.
180. Geranium malyschevii Troschkina
181. Geranium maniculatum H.E.Moore
182. Geranium mascatense Boiss.
183. Geranium matucanense R.Knuth
184. Geranium maximowiczii Regel & Maack
185. Geranium meridense Pittier
186. Geranium mexicanum Kunth
187. Geranium mlanjense J.R.Laundon
188. Geranium molle L., mekana iglica
189. Geranium monanthum Small
190. Geranium monticola Ridl.
191. Geranium mooreanum Aedo
192. Geranium moupinense Franch.
193. Geranium multiceps Turcz.
194. Geranium multiflorum A.Gray
195. Geranium multipartitum Benth.
196. Geranium multisectum N.E.Br.
197. Geranium mutisii Aedo
198. Geranium nakaoanum H.Hara
199. Geranium nanum Coss. ex Batt.
200. Geranium napuligerum Franch.
201. Geranium natalense Hilliard & B.L.Burtt
202. Geranium neglectum Carolin
203. Geranium nepalense Sweet
204. Geranium niuginiense Veldkamp
205. Geranium nivale R.Knuth
206. Geranium niveum S.Watson
207. Geranium nodosum L.,  čvorasta iglica
208. Geranium nuristanicum Schönb.-Tem.
209. Geranium nyassense R.Knuth
210. Geranium oaxacanum H.E.Moore
211. Geranium obtusisepalum Carolin
212. Geranium ocellatum Jacquem. ex Cambess.
213. Geranium oreganum Howell
214. Geranium orientali-tibeticum R.Knuth
215. Geranium ornithopodioides Hilliard & B.L.Burtt
216. Geranium ornithopodum Eckl. & Zeyh.
217. Geranium palmatipartitum (Hausskn. ex R.Knuth) Aedo
218. Geranium palmatum Cav.
219. Geranium paludosum R.Knuth
220. Geranium palustre L., močvarna iglica
221. Geranium pamiricum Ikonn.
222. Geranium papuanum Ridl.
223. Geranium paramicola R.Knuth
224. Geranium parodii I.M.Johnst.
225. Geranium pavonianum Briq.
226. Geranium peloponesiacum Boiss.
227. Geranium persicum Schönb.-Tem.
228. Geranium peruvianum Hieron.
229. Geranium petri-davisii Aedo
230. Geranium phaeum L.,  smeđa iglica, vilino oko, crna iglica
231. Geranium pilgerianum R.Knuth
232. Geranium pinetophilum R.Knuth
233. Geranium pissjaukovae Tsyren.
234. Geranium planum Halloy
235. Geranium platyanthum Duthie
236. Geranium platypetalum Fisch. & C.A.Mey.
237. Geranium platyrenifolium Z.M.Tan
238. Geranium pogonanthum Franch.
239. Geranium polyanthes Edgew. & Hook.f.
240. Geranium ponticum (P.H.Davis & J.Roberts) Aedo
241. Geranium potentillifolium DC.
242. Geranium potentilloides L'Hér. ex DC.
243. Geranium potosinum H.E.Moore
244. Geranium pratense L., dolinska iglica, livadna iglica
245. Geranium pringlei Rose
246. Geranium probatovae Tsyren.
247. Geranium procurrens Yeo
248. Geranium pseudodiffusum Aedo
249. Geranium pseudofarreri Z.M.Tan
250. Geranium pseudosibiricum J.Mayer
251. Geranium psilostemon Ledeb.
252. Geranium pulchrum N.E.Br.
253. Geranium purpureum Vill., purpurna iglica, grimizna iglica
254. Geranium pusillum L.,mala iglica
255. Geranium pylzowianum Maxim.
256. Geranium pyrenaicum Burm.f., pirenejska iglica
257. Geranium raimondii R.Knuth
258. Geranium rectum Trautv.
259. Geranium reflexum L.
260. Geranium refractum Edgew. & Hook.f.
261. Geranium reinii Franch. & Sav.
262. Geranium renardii Trautv.
263. Geranium renifolium Hieron.
264. Geranium reptans R.Knuth
265. Geranium retectum P.F.Yeo
266. Geranium retrorsum L'Hér. ex DC.
267. Geranium reuteri Aedo & Muñoz Garm.
268. Geranium rhomboidale H.E.Moore
269. Geranium richardsonii Fisch. & Trautv.
270. Geranium rivulare Vill.
271. Geranium robertianum L., smrdljiva iglica,  pastirska iglica, rupertova iglica
272. Geranium robustum Kuntze
273. Geranium rosthornii R.Knuth
274. Geranium rotundifolium L., okruglolisna iglica
275. Geranium rubifolium Lindl.
276. Geranium ruizii Hieron.
277. Geranium rupicola Wedd.
278. Geranium ruprechtii (Woronow) Grossh.
279. Geranium sagasteguii Aedo
280. Geranium sanguineum L., crvena iglica, krvava iglica
281. Geranium santanderiense R.Knuth
282. Geranium saxatile Kar. & Kir.
283. Geranium schiedeanum Schltdl.
284. Geranium schlechteri R.Knuth
285. Geranium schrenkianum Trautv. ex A.K.Becker
286. Geranium schultzei R.Knuth
287. Geranium scullyi R.Knuth
288. Geranium sebosum S.F.Blake
289. Geranium seemannii Peyr.
290. Geranium sergievskajae (Peschkova) Troshkina
291. Geranium sericeum Willd. ex Spreng.
292. Geranium sessiliflorum Cav.
293. Geranium shensianum R.Knuth
294. Geranium shikokianum Matsum.
295. Geranium siamense Craib
296. Geranium sibbaldioides Benth.
297. Geranium sibiricum L.
298. Geranium simense Hochst. ex A.Rich.
299. Geranium sinense R.Knuth
300. Geranium sintenisii Freyn
301. Geranium skottsbergii R.Knuth
302. Geranium smithianum R.Knuth
303. Geranium soboliferum Kom.
304. Geranium solanderi Carolin
305. Geranium solitarium Z.M.Tan
306. Geranium sophiae Fed.
307. Geranium soratae R.Knuth
308. Geranium sparsiflorum R.Knuth
309. Geranium stapfianum Hand.-Mazz.
310. Geranium stoloniferum Standl.
311. Geranium stramineum Triana & Planch.
312. Geranium strictipes R.Knuth
313. Geranium stuebelii Hieron.
314. Geranium subacutum (Boiss.) Aedo
315. Geranium subargenteum Lange
316. Geranium subcaulescens L'Hér. ex DC.
317. Geranium subglabrum Hilliard & B.L.Burtt
318. Geranium subnudicaule Turcz.
319. Geranium suzukii Masam.
320. Geranium swatense Schönb.-Tem.
321. Geranium sylvaticum L., šumska iglica
322. Geranium tablasense R.Knuth
323. Geranium tanii Aedo & Muñoz Garm.
324. Geranium tenue Hanks
325. Geranium terminale Z.M.Tan
326. Geranium texanum (Trel.) A.Heller
327. Geranium thessalum Franzén
328. Geranium thunbergii Siebold & Zucc.
329. Geranium tovarii Aedo
330. Geranium transbaicalicum Serg.
331. Geranium traversii Hook.f.
332. Geranium trilophum Boiss.
333. Geranium tripartitum R.Knuth
334. Geranium trolliifolium Small
335. Geranium trujillense Aedo
336. Geranium tuberaria Cambess.
337. Geranium tuberosum L., ždralica gomoljasta
338. Geranium umbelliforme Franch.
339. Geranium unguiculatum H.E.Moore
340. Geranium uralense Kuvaev
341. Geranium urbanum Bomble
342. Geranium ussuriense Tsyren.
343. Geranium vagans Baker
344. Geranium velutinum Turcz.
345. Geranium venturianum R.Knuth
346. Geranium versicolor L.
347. Geranium viscosissimum Fisch. & C.A.Mey.
348. Geranium wakkerstroomianum R.Knuth
349. Geranium wallichianum D.Don ex Sweet
350. Geranium wardii Yeo
351. Geranium weddellii Briq.
352. Geranium whartonianum Veldkamp
353. Geranium wilfordii Maxim.
354. Geranium wilhelminae Veldkamp
355. Geranium wislizeni S.Watson
356. Geranium wlassovianum Fisch. ex Link
357. Geranium xinjiangense Chang Y.Yang
358. Geranium yaanense Z.M.Tan
359. Geranium yemense Deflers
360. Geranium yeoi Aedo & Muñoz Garm.
361. Geranium yesoense Franch. & Sav.
362. Geranium yoshinoi Makino ex Nakai
363. Geranium yuexiense Z.M.Tan
364. Geranium yunnanense Franch.